# Зулу (језик)
Зулу  је језик Зулу народа са више од 10 милиона говорника, при чему велика већина (95%) живи у Јужноафричкој Републици где 24% становништва говори зулу као матерњи језик, а преко 50% разуме зулу језик. Године 1994. постао је једанаести јужноафрички званични језик.
То је други најраспрострањенији банту језик после шона језика. Попут других Банту језика, писмо је латиница прилагођена зулу језику. У јужноафричком енглеском, овај језик се често помиње у свом матерњем облику, isiZulu.

## Географска распрострањеност
| <1 /km² 1–3 /km² 3–10 /km² 10–30 /km² 30–100 /km² |  | 100–300 /km² 300–1000 /km² 1000–3000 /km² >3000 /km² |

Зулу језик се данас говори међу Зулу емиграцијом, посебно у Зимбабвеу, где се зулу језик назива ндебеле. Коса, преовлађујући језик у источном Кејпу, који се често сматра обострано разумљивим са Зулу, као и северни Ндебели.
Махо је 2009. године побројао четири дијалеката: центални јвазулу натал, северни трансвал зулу, источни квабе и западни целе.

## Историја
Зулу народ живи на простору данашње Јужноафричке Републике дуже време. Зулу језик поседује неколико клик звука типичних за јужноафричке језике, који се не могу наћи у остатку Африке.
Зулу језик, попут осталих јужноафричких језика, није имао своје писмо до контакта са мисионарима из Европе, који су документовали језик коришћењем латинице. Прва граматика зулу језика је објавио норвешки мисионар Ханс Шројдер у Норвешкој 1850. године. Први писани документ на зулу језику је преведена Библија која се појавила 1883. Године 1901. Џон Дјуб (1871—1946), Зулу из Натала, основао је Охландов Институт, прву образовану институцију у Јужноафричкој Републици на домородачком језику. Такође је био аутор прве приповетке на зулу језику Insila kaShaka (1930). Следећи пионир писац на зулу језику је био Регинал Дхломо, аутор неколико историјских романа о Зулу вођама из 19. века. Други познати Зулу писци су Бенедикт Волет Волакази и Освалд Мбујосени Мтсхали.

## Савремена употреба
Енглески, холандски и касније африканерски су били званични језици које су користиле Јужноафричке владе пре 1994. Међутим, у бантустану Квазулу зулу језик се доста користи. Цео образовани систем у земљи на високошколском нивио је у потпуности на енглеском или африканерском. Након укидања апартхејда 1994, зулу језик је доживео препород. Телевизија на зулу језику је почела са емитовањем почетком осамдесетих година двадесетог века. Зулу радио је веома популаран а новине су доступне у провинцијама где живе Зулуи. У јануару 2005. први филм на зулу језику је номинован за Оскара.
Упис на образовне институције у Јужноафричкој Републици више не захтева да се јужноафрички језици узимају као други језик, и многи су прешли на учење зулу језика. Међутим, на високошколском нивоу Зулуи још увек доминантно бирају африканерски, који је за око 30 пута популарнији од зулу језика.
Песма Сијахмба је химна Јужноафричке Републике, а првобитно је написана на зулу језику и била је популарна у црквама Северне Америке током 90-их година 20. века.